# سعية اليهودي
سعية بن غريض بن عادياء الأزدي مَلِك تيماء وفَارِس وشَاعِر يهودي عربي جاهلي وَهو أخو السموأل, عُرفَ بالحكمَةِ.

## شِعره
لهُ أخبار وأشعار كانت مما يُغني به. ومن المصادفات أن أكثرها يتصل بالمال وكان معاوية بن أبي سفيان يَتمثل بِبعض شِعره.
وهُناك الكَثيِر مِن القَصَائِد المَنسوبة إليهِ مِثل:
وأيضاً:
وَيَقوُلُ أيضاً:
ويقول في إحدى قصائده الغزلية في خليلته لُبابُ:
وأيضاً يقول:
وأيضاً:
وفي إحدى قصائده عن الغنى والفقر يقول: